# Музыка из другой комнаты
«Музыка из другой комнаты» (англ. Music from Another Room) — американская комедийная мелодрама 1998 года.

## Сюжет
Пятилетний Дэнни вместе с отцом, военным медиком, приходит в гости к Суонам. Неожиданно у хозяйки (Грейс) начинаются роды, которые вынужден принять его подвыпивший отец. Дэнни, случайно оказавшийся в комнате, ему помогает — снимает пуповину, обвившуюся вокруг шеи новорождённой Анны. Дэнни говорит, что женится на ней, и 25 лет спустя, вновь встретив её, считает, что это не что иное, как судьба. Но ему придётся убедить в этом Анну, уже помолвленную с другим (Эриком)…

## В ролях
- Джуд Лоу — Дэнни Ковальски
- Гретхен Мол — Анна Суон
- Дженнифер Тилли — Нина Суон
- Марта Плимптон — Карен Суон
- Бренда Блетин — Грейс Суон
- Джон Тенни — Эрик
- Джереми Пивен — Билли Суон
- Джо Пихлер — Билли в детстве
- Брюс Джарчоу — Ричард Суон
- Джейн Адамс — Айрин Суон
- Кевин Килнер — Хэнк Ковальски
- Джудит Малина — Клэр Кламмер
- Ян Рубеш — Луис Кламмер

## Музыка
В фильме звучала песня «Truly Madly Deeply» из репертуара Savage Garden и «Day After Day», написанная Джулианом Ленноном и Марком Спайро в исполнении Джулиана Леннона.